# 磯野まりん
磯野 まりん（いその まりん、1994年7月25日 - ）は、日本のモデル、グラビアタレント、ダンサー。小悪魔ageha専属モデル、キュンキュンクリームメンバー、ROKUSAN ANGEL（旧バーレスク東京）ショーダンサー。元看護師（心臓内科、循環器）で正看護師免許を持つ。愛猫家、クラゲ好き。静岡県浜松市出身。芸能事務所バッツエンターテイメントに所属。

## 経歴
静岡県浜松市生まれ。日本人の父親（義広）とフィリピン人の母親（ジョセフィン）のフィリピンハーフ。3つ歳の離れた弟がいる。父親は電気工事関連の会社を経営する社長だった。
高校2年のとき父親が失踪。母親の落ち込んだ姿を見て、自立していける女性になりたいと思った。授業の一環で看護師の職業体験をしたことをキッカケに看護学校へ進学。正看護師免許を取得した。浜松市内の病院で心臓内科、循環器を担当。3年間、看護師に従事した。
憧れの仕事に就いて、やりがいを感じながら仕事をしていたが、3年目を迎えた時に「そろそろ一区切りだし、今しかやれないことにも挑戦してみたい」と思う。ミュージカル映画『バーレスク』を見たことで主演のクリスティーナ・アギレラのやりたいことを貫く姿に憧れを持った。SNSでバーレスク東京を見つけて浜松からお客として通う。ダンサーりおに魅了されて自分も働きたいなと思い、面接を受けた。
2019年5月3日にROKUSAN ANGEL（旧バーレスク東京）に入店する。
2021年4月3日、小悪魔ageha専属モデルに選出。4月8日、バーレスク東京から宇宙規格外の選抜式アイドルユニット「キュンキュンクリーム」のメンバーとしてデビュー。1stシングル『ラプソディア』MVはiTunes Store 日本ダンスミュージックビデオ 週間ランキング1位を記録。
2021年7月25日、トランスワールドジャパンから初の単独写真集『月刊バーレスク東京＃2 まりん』が発売。64ページのフォトブックに大胆な水着のカットが話題となった。
2022年7月22日、講談社から2冊目の単独写真集『ＮＥＸＴ推しガール！　バーレスク　Ｍａｒｉｎ　ヤンマガデジタル写真集』を発売。元看護師というギャップを活かして銭湯でしっとりしたカットが話題となった。
2022年12月、バーレスクのNo.1を決めるアワード「Queen Of Burlesque2022」で第4位に選出。人気選抜メンバー5人として主婦と生活社から写真集『バーレスク東京2022』を発売。
2023年2月20日、イマジカインフォスから『S Cawaii!✕バーレスク東京コラボ写真集～リアル竜宮城の舞姫たち～』が発売。ダンサーとして鍛え上げられた美ボディは男性ならずとも魅了。ベッド、ソファ、シャワールームのカットが多数。普段のステージでは決して見ることのできない様々なシチュエーションで魅せる表情が話題となった。
2023年12月、バーレスクのNo.1を決めるアワード「Queen Of Burlesque2023」で第4位に選出。人気選抜メンバー5人として主婦と生活社から写真集『バーレスク東京2023』を発売。
2024年7月、TOKYO MX放送『それゆけ!!63エンジェル!!』のレギュラーに抜擢。100人以上のダンサーから27人が合格した。初回から3回放送まで2軍に甘んじていたが、MCのカンニング竹山、オアシズ大久保佳代子にガッツを買われ、第4回の放送回で1軍に昇格。番組内では総合演出のマッコイ斉藤から「クラゲ女」というあだ名を付けられている。
2024年8月、ファンクラブ設立。10月、MARINから磯野まりんに改名にともない、ファンクラブ名を『磯野水族館』とした。

## 人物
- 趣味は水族館巡り（クラゲ鑑賞）。愛猫家で、にぼし3歳（ラガマフィン）、ししゃも1歳（サイベリアン）を飼っている（2024年現在）。家では愛猫の体を吸う猫吸いで癒されている[14]。
- 特技は人間観察。前職は看護士で正看護師免許を持つ。採血や心臓マッサージ、オムツ交換が得意[3]。
- キュンキュンクリーム みずいろ担当[13]
- キャッチフレーズは「くらげを夢みる女の子」[13]
- 推奨ハッシュタグは「#海月姫」「#ナース天使」[13]
- 身長150cm、体重43kg、スリーサイズB:88(E)/W:59/H:85、靴のサイズ22.5cm、血液型O型[15]
- 休日はダンサー仲間とご飯に行ったり、テーマパークに行ったりする。個人的に大好きなスポットは水族館。クラゲが大好き。ずっと見ていられる[3]。
- 憧れの人は三上悠亜、体も顔もタイプ[14]。
- 好きなアーティストは加藤ミリヤ。中学校2年から恋愛観に共感してハマった。特に「People」の歌詞「みんなただの人」のフレーズが好き。今でも小さな世界で苦しんでいた昔の自分と重ねる。「いま生きている世界が全てじゃない、外に出る勇気があれば、新しい自分になれる」と[2]。
- 好きなステージ演目はKaty Perry「California Gurls」。ピンクのプリンセスドレスで、女の子なら誰もが憧れる。ステージで意識することは「元気とファンサ（ファンサービス）。そして自分が1番楽しむこと」「私にとってROKUSAN ANGELは夢物語」とインタビューで答えている[16]。
- 今後は浜松市観光大使に選ばれ、『しゃべくり007』出演を夢見ている[17]。
- バーレスク東京に来るまでは、ずっとクラスで2～3番目の女だった。中学校、高校もクラスのマドンナにフラれた男子が来るような。お店に入ってから周囲の子がみんなカワイイことと、お客さんがアップする写真を見てキレイになった[13]。
- 幼少時代は人見知りな子。中学ではバレーボール部に入ってレギュラーメンバーで活躍。ポジションはリベロとセッターだった[2]。
- 高校2年のとき父の失踪で精神的に不安定だった。名古屋港水族館でクラゲの解説員から「クラゲには脳みそがないんだよ。人間と違って感情がない。だからキラキラひかって人を癒すのかもしれないね」と聞き、それからクラゲの虜になった[2]。

## インフルエンサー
※2024年10月1日現在
- 総SNSフォロワー数は12万フォロワー。
- TikTokは5.1万フォロワー。ダンス・パフォーマンス、個人振り付けを披露[18]。
- Instagramは5.5万フォロワー。メイク・美容、趣味、ファッションを披露[18]。
- X（旧Twitter）は1.5万フォロワー。ファッション、個人メイク、美容を披露[18]。

## 書籍
- 写真集『月刊バーレスク東京＃2 まりん』（2021年7月25日、トランスワールドジャパン）　ISBN 978-4862563194
- 写真集『バーレスク東京2022』（2022年2月20日、主婦の友社） - 選抜メンバー5人のうち1人
- 写真集『ＮＥＸＴ推しガール！　バーレスク　Ｍａｒｉｎ　ヤンマガデジタル写真集』（2022年7月22日、講談社）
- S Cawaii✕バーレスク東京コラボ写真集『リアル竜宮城の舞姫たち～』（2023年2月20日、イマジカインフォス）　ISBN 9784074543045
- 写真集『バーレスク東京2023』（2023年2月20日、主婦の友社） - 選抜メンバー5人のうち1人　ISBN 978-4074543045

## 出演

### テレビ
- 『キョコロヒー』（テレビ朝日）[19]
- 『金曜日のソロたちへ』（NHK）[19]

### 雑誌
- 小悪魔ageha（エイチジェイ） - 専属モデル[20]
- ダンススクエア vol.55[19]
- ヤングマガジン（講談社）[19]
- FLASH（光文社）[19]
- グラビアプレス（秀麗出版）[19]
- プレイボーイ（集英社）[19]

### インターネット番組
- 『かっつー』（YouTubeチャンネル）[19]
- 『てんちむCH』（YouTubeチャンネル）[19]
- 『ヴァンゆんチャンネル』（YouTubeチャンネル）[19]

### ミュージックビデオ
- RepezenFoxx『222』[19]
- コレコレ×戦慄かなの『推しに願いを』[19]